# 브라질의 총리
브라질의 총리(브라질 포르투갈어: Primeiros-ministros do Brasil)는 브라질의 각료를 지위하는 직책으로, 브라질 제국 시대인 1847년부터 1889년까지, 브라질 공화국 시대인 1961년부터 1963년까지 존재했다. 브라질 제국 시대 총리는 황제의 측근이 임명되었으며, 황제의 권력을 강화하는 조력자적인 역할을 하였다. 브라질 공화국 시대의 총리는 주앙 굴라르 대통령 시기 잠시 존재하였으나, 1963년 브라질 헌법 개혁으로 폐지되어 브라질 부통령에게 권한이 이양되었다

## 같이 보기
- 브라질의 대통령 목록
- 브라질의 대통령